# 承德街道
承德街道，是中华人民共和国吉林省吉林市龙潭区下辖的一个乡镇级行政单位。

## 行政区划
承德街道下辖以下地区：
承德社区、铁东村、龙兴村、北甸子村、土城子村和龙城村。